# Ho Chi Minh Challenger 1999
L'Ho Chi Minh Challenger 1999 è stato un torneo di tennis facente parte della categoria ATP Challenger Series nell'ambito dell'ATP Challenger Series 1999. Il torneo si è giocato a Ho Chi Minh in Vietnam dal 22 al 28 febbraio 1999 su campi in cemento.

## Vincitori

### Singolare
John van Lottum ha battuto in finale  Markus Hipfl con il punteggio di 7–6, 6–2

### Doppio
Juan Ignacio Carrasco /  Jairo Velasco, Jr. hanno battuto in finale  Justin Bower /  Jason Weir-Smith con il punteggio di 6–4, 6–4